# Piz Tomül
Il Piz Tomül (2.946 m s.l.m. - detto anche Weissensteinhorn) è una montagna delle Alpi dell'Adula nelle Alpi Lepontine.

## Descrizione
Si trova nel Canton Grigioni (Svizzera). La montagna è collocata nei Monti dello Spluga.

## NOte
1. ↑   Piz Tomül 2946m, su graubuenden.ch, Graubünden Ferien. URL consultato il 16 luglio 2025.